# قاضي قوشتشي (حومة بيجار)
قاضي قوشتشي (بالفارسية: قاضی قوشچی) هي قرية تقع في إيران في حومة. يقدر عدد سكانها بـ 72 نسمة بحسب إحصاء 2016.